# Pornhub
Pornhub.com è un sito web canadese di condivisione libera di materiale video pornografico della famiglia del Porn 2.0, simile nella disposizione a YouTube.
Nel marzo 2010, la società è stata acquistata da MindGeek (allora nota come Manwin), proprietaria di numerosi altri siti Web pornografici. Il sito è disponibile a livello internazionale ma è stato bloccato da alcuni singoli paesi come le Filippine e l'India. Offre porno in realtà virtuale, tra gli altri prodotti, e ospita annualmente i Pornhub Awards.
Sono stati segnalati incidenti in cui Pornhub ha ospitato pornografia non consensuale.  La società è stata criticata per le risposte lente o inadeguate ad alcuni di questi incidenti, tra cui l'hosting del canale Girls Do Porn, che è stato chiuso nel 2020 a seguito di una causa e accuse di traffico di donne.
Inoltre, negli ultimi anni il sito è spesso stato criticato per via di diversi video pedopornografici (alcuni perfino scovati dalla Internet Watch Foundation) caricati sulla piattaforma e che quest'ultima non si è minimamente preoccupata di cancellare, cosa che portò a far "sfuggire" dal sito a luci rosse importanti sponsor (come Unilever, PayPal e Kraft).

## Creazione
Pornhub venne creato in Canada da Matt Keezer, Stephane Manos e Ouissam Youssef nel 2007. Nel 2009 fondano la società Mansef che nel 2010 viene rilevata da Fabian Thylmann che ribattezza la società Manwin. Nel 2012 il colosso viene acquistato da Feras Antoon, David Tassilo e Bernd Bergmair (già possessore di RedTube) e la società prende il nome di MindGeek.
Nato sulla falsariga del "fratello maggiore" YouPorn, che segnò una vera e propria rivoluzione online, ne sfrutta le stesse caratteristiche e funzionalità, potenziando i contenuti con tag e suddivisioni in sottocategorie e unendo il tutto con diversi servizi a pagamento, quali il download dei video (non più il solo streaming) in diversi formati, per diverse periferiche e di diverse risoluzioni, e l'ormai consolidato uso di banner pubblicitari, solitamente diretti al pubblico adulto.
Nel giugno 2015, Pornhub ha annunciato che avrebbe realizzato un film pornografico nello spazio, chiamato Sexplorations. Il sito sperava di lanciare la missione e girare il film nel 2016, coprendo i costi di pre e post produzione ma cercando 3,4 milioni di dollari dai crowdfunders IndieGogo. Se finanziato, il film sarebbe stato programmato per l'uscita nel 2016, dopo sei mesi di formazione per i due interpreti e l'equipaggio di sei persone.
Il 1º febbraio 2016, Pornhub ha lanciato un casinò online, alimentato da Betsoft, Endorphina e software di gioco 1x2.
Il 1º aprile 2016, la prima pagina del sito web è diventata CornHub, mostrando video di mais dolce con titoli sessualmente allettanti. Nel 2018, la prima pagina divenne HornHub.
Nell'ottobre 2017, il vicepresidente Corey Price ha annunciato che Pornhub avrebbe utilizzato il software di visione artificiale e intelligenza artificiale per identificare e taggare i video sul sito Web con informazioni sugli attori e gli atti sessuali. Price ha dichiarato che la società ha pianificato di scansionare l'intera biblioteca a partire dall'inizio del 2018.
Nel marzo 2020 il sito web ha pubblicato i suoi primi contenuti non sessuali, un film documentario chiamato Shakedown su uno strip club di lesbiche di Los Angeles nei primi anni 2000.

### Prodotti

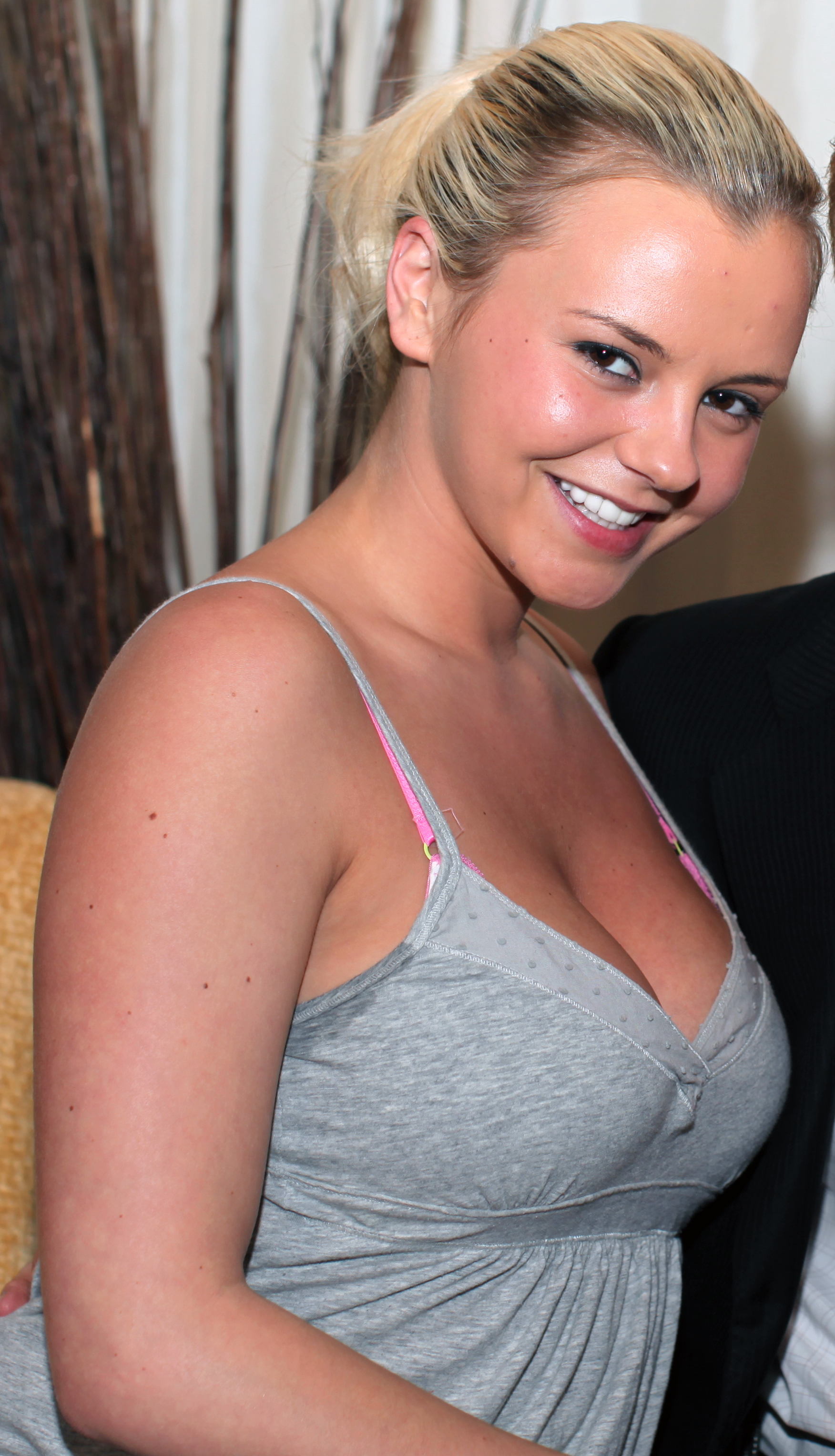
Bree Olson ha promosso la campagna di sensibilizzazione sul cancro al seno di Pornhub

Pornhub offre video di realtà virtuale che consentono la visione a 360° per i clienti premium. Può essere utilizzato con PlayStation VR, anche se i video devono essere scaricati da un computer e trasferiti tramite USB.
Nel 2015, Pornhub ha annunciato una tecnologia indossabile pianificata chiamata "Wankband": un braccialetto che immagazzina energia cinetica durante la masturbazione maschile e può quindi essere utilizzato per caricare i dispositivi. A partire dal 2020, il sito Web di Pornhub afferma che il prodotto è in fase di sviluppo.
Nel maggio 2018, Pornhub ha lanciato una VPN chiamata VPNHub, disponibile negli Stati Uniti e in molti paesi con cui gli Stati Uniti fanno affari. La versione gratuita contiene pubblicità.

### Pornografia non consensuale
Pornhub impiega Vobile per cercare caricamenti di video vietati per rimuoverli dal sito. Contenuti non consensuali o informazioni di identificazione personale presenti su Pornhub possono essere segnalati alla società tramite un modulo online. Tuttavia, Pornhub è stato criticato per la sua risposta alla pornografia non consensuale e al traffico di donne. I giornalisti di Vice hanno criticato il fatto che Pornhub trae profitto da "contenuti che hanno distrutto vite e continuano a fare del male".
Nel 2009, una ragazza di 14 anni è stata violentata sotto la minaccia di un coltello e i video sono stati caricati su Pornhub. La ragazza ha dichiarato di aver inviato un'e-mail a Pornhub ripetutamente per un periodo di sei mesi, ma non ha ricevuto risposta. Dopo aver interpellato un avvocato, i video sono stati rimossi. Un altro caso nell'ottobre 2019 ha coinvolto un uomo accusato di aver abusato sessualmente di una ragazza di 15 anni, i cui video sono stati pubblicati su Pornhub. La campagna Internet Not Your Porn è stata fondata dall'amica di una donna il cui iCloud era stato violato, portando l'hacker a pubblicare foto e video sessualmente espliciti su Pornhub accanto al suo nome completo. Pornhub ha rimosso il video quando segnalato, ma i cloni del video usando il suo nome completo sono stati replicati più velocemente rispetto ai video. La donna ha scoperto che "il sistema di comunicazione fratturato di Pornhub ha significato che questo è diventato un processo sempre più atroce". La fondatrice di Not Your Porn ha riferito che 50 donne l'hanno contattata per un periodo di sei mesi sulla pornografia online non consensuale che le caratterizzava, trenta delle quali hanno riferito che i video sono stati caricati su Pornhub.
Nel 2019, il canale Girls Do Porn, verificato da Pornhub, è stato rimosso dal sito. Era il 20° canale più grande del sito Web. Nell'agosto 2019, il proprietario e due dipendenti sono stati arrestati per traffico di donne, frode e coercizione, dopo una causa intentata a luglio. I video sono stati rimossi una settimana dopo, cosa che i giornalisti di Daily Dot e Motherboard hanno affermato che è stata una risposta lenta all'incidente. Inoltre, i video potrebbero ancora essere trovati in seguito ufficiosamente sul sito Web di Pornhub.

### Reclami per violazione del copyright
Nel 2010, Mansef Inc. e Interhub, allora proprietari di Pornhub, sono stati citati in giudizio dalla holding di copyright della società di produzione di film pornografici Pink Visual, Ventura Content, per violazione del copyright di 95 video su siti Web, tra cui Pornhub, Keezmovies, Extremetube e Tube8. Secondo Ventura Content, i 45 video sono stati trasmessi in streaming "decine di milioni di volte" e hanno affermato che la pirateria ha minacciato "l'intera industria dell'intrattenimento per adulti". La causa è terminata nell'ottobre 2010, con termini che rimangono confidenziali. Le parti hanno convenuto che gli operatori del sito avrebbero implementato il filtraggio delle impronte digitali sui loro siti. I siti sono considerati come una notevole concorrenza per i siti Web pornografici a pagamento e la pornografia tradizionale basata su riviste e DVD.

### Malvertising
Nel 2014, il ricercatore Conrad Longmore ha scoperto che le pubblicità visualizzate dai siti contenevano programmi malware, che installano file dannosi sui computer degli utenti senza la loro autorizzazione. Longmore ha riferito alla BBC che dei siti Web pornografici, Pornhub e XHamster rappresentano la più grande minaccia.

## Pornhub Awards

Il logo dei Pornhub Awards

Gli inaugurali Pornhub Awards si sono tenuti il 6 settembre 2018 al Belasco Theatre di Los Angeles. Kanye West era il direttore creativo. All'evento, West ha presentato il video musicale per la sua canzone I Love It. Il secondo spettacolo annuale si è tenuto all'Orpheum Theatre di Los Angeles l'11 ottobre 2019 e Bad Bunny ha presieduto l'evento. La terza edizione si è svolta il 15 dicembre 2020 in maniera virtuale ed è stata diretta da Asa Akira, così come la quarta il 23 marzo 2022, che per la prima volta ha visto assegnare un premio in denaro ai vincitori e ai candidati.

## Tendenze di ricerca
Sotto l'intestazione di Pornhub Insights, Pornhub rilascia regolarmente informazioni estratte dal suo archivio di ricerche: in quali regioni è più utilizzata (aree conservative), ricerche femminili rispetto alle ricerche maschili, i termini di ricerca più popolari per anno o area, variazioni nelle ricerche che mettono in parallelo gli eventi attuali e simili. Nella prima metà del 2017, ad esempio, il termine di ricerca principale negli Stati Uniti era "hentai"; il 37% dei ricercatori di porno maschile gay sono donne. Secondo una ricerca dello scienziato di dati Seth Stephens-Davidowitz, il 25% delle ricerche femminili di porno eterosessuale su Pornhub riguardava parole chiave alla ricerca di sesso doloroso, umiliante o non consensuale.
Pornhub ha anche riferito sulle tendenze del traffico e sulle sue relazioni con grandi eventi. Il traffico era al di sotto dei livelli normali durante l'eclissi solare del 21 agosto 2017. Durante l'avviso sui falsi missili delle Hawaii del 2018, il traffico web verso Pornhub nelle Hawaii è diminuito del 77% (dai dati tipici del sabato) alle 8:23, dopo l'invio dell'avviso, e aumentato del 48% rispetto ai livelli tipici alle 9:01, dopo la notifica che l'avviso era errato.

## Censura
Nel 2011, il fornitore europeo di banda larga TalkTalk ha ricevuto alcune critiche perché il suo filtro Internet non è riuscito a bloccare Pornhub, per oltre una settimana. Ciò è dovuto al problema della sicurezza di Internet dei minori.
L'Huffington Post spiega che nel 2013 "CBS ha rifiutato di mandare in onda un breve spot pubblicitario per il sito a tema per adulti Pornhub durante il Super Bowl di domenica. È stato respinto perché la Federal Communications Commission poteva ritenere la CBS responsabile per l'approvazione di contenuti pornografici, poiché è illegale trasmettere materiale pornografico sulla televisione americana.
Il sito Web è stato bloccato dal Great Firewall in Cina da settembre 2013.
Il 12 marzo 2014, Pornhub è stato bloccato in Russia perché un'attrice sembrava troppo giovane, portando alcuni spettatori a pensare che fosse una minorenne.
Nel gennaio 2017, Pornhub è stato tra i siti Web pornografici che sono stati bloccati nelle Filippine in aderenza alla legge sulla pornografia infantile.
Il sito è stato bloccato a settembre 2016 in Russia a causa della "diffusione di informazioni dannose ai bambini" ed è stato ripristinato ad aprile 2017 dopo aver specificato l'età degli utenti. Il sito richiede agli utenti russi di fornire i loro numeri di cellulare o passaporti per accedere.
Nell'ottobre 2018, la High Court di Uttarakhand ha ripristinato il divieto di Pornhub in India, imponendo blocchi ISP. Al fine di eludere il divieto, Pornhub ha creato un sito Web mirror su Pornhub.net.
Nel novembre 2020, il governo thailandese ha bloccato Pornhub e altri siti web pornografici.

## Nella cultura di massa
Pornhub fa la sua comparsa in molte scene del film del 2013 Don Jon. Il vice presidente di Pornhub Cory Price ha spiegato che uno dei produttori del film si è avvicinato alla società nel marzo 2012, chiedendo il permesso di usare il marchio Pornhub. Price ha riesaminato la sceneggiatura del film e ha concesso loro l'autorizzazione, spingendosi fino ad aiutarli a trovare clip da utilizzare nel film dai loro partner di contenuti (ad esempio Brazzers, Mofos, Digital Playground e Twistys). Joseph Gordon-Levitt, regista e attore nel film, ha montato le clip insieme in montaggi a fuoco rapido, anche in primo piano nel film.
Nel film Bad Luck Banging or Loony Porn, del 2021, un video porno amatoriale viene caricato sul sito, contro la volontà della protagonista.

## La popolarità
In soli due anni è divenuto il sito web pornografico più popolare al mondo: è arrivato al 49º posto nella classifica dei siti più visti nel mondo (39º posto considerando tutti i domini Google come un unico sito), registrando un notevole impatto sul web soprattutto nel mese di gennaio del 2009:
| Nazione               | Posizione |
| --------------------- | --------- |
| Algeria               | 44        |
| Argentina             | 51        |
| Australia             | 43        |
| Austria               | 37        |
| Belgio                | 29        |
| Brasile               | 77        |
| Canada                | 23        |
| Danimarca             | 28        |
| Egitto                | 87        |
| Francia               | 58        |
| Germania              | 41        |
| Grecia                | 29        |
| India                 | 71        |
| Indonesia             | 79        |
| Irlanda               | 24        |
| Italia                | 39        |
| Messico               | 50        |
| Norvegia              | 33        |
| Paesi Bassi           | 53        |
| Pakistan              | 69        |
| Polonia               | 49        |
| Portogallo            | 49        |
| Regno Unito           | 21        |
| Romania               | 26        |
| Singapore             | 37        |
| Spagna                | 55        |
| Stati Uniti d'America | 27        |
| Svezia                | 36        |
| Svizzera              | 29        |
| Thailandia            | 100       |

## Sport
Nel dicembre del 2015 è stato annunciato un concorso in cui il sito metteva in palio una sponsorizzazione della durata di un anno per una squadra sportiva italiana. A febbraio 2016 vengono invece rivelate due diverse formazioni vincitrici: una squadra di pallanuoto, la Varese Master Team, e la milanese Champions Feague, una squadra di calcio a cinque femminile.